# Dou Shumei
Dou Shumei (22 de abril de 1982) es una deportista china que compitió en judo. Ganó una medalla de plata en el Campeonato Asiático de Judo de 2007 en la categoría de –63 kg.

## Palmarés internacional
| Campeonato Asiático | Campeonato Asiático | Campeonato Asiático | Campeonato Asiático |
| Año                 | Lugar               | Medalla             | Categoría           |
| ------------------- | ------------------- | ------------------- | ------------------- |
| 2007                | Kuwait (Kuwait)     | Medalla de plata    | –63 kg              |